# 4L (группа)
«4L» (кор. 포엘, сокращение от Four Ladies) — состоящая из 4 участниц южнокорейская женская поп-группа.

## Карьера

### До дебюта
Jade Contents Media выпустили первый тизер песни «Move» 28 июля 2014 года. Ролик привлёк большое внимание из-за затрагиваемой в нём темы однополых отношений. После ещё двух провокационных тизеров и возникновения возмущённых откликов общественности компания заявила: «Нашей стратегией является показ откровенной сексапильности. Тизеры — всего лишь верхушка айсберга».

### 2014: дебют с песнейMove
1 августа 2014 года 4L выпустили полный видеоклип песни «Move», который достиг отметки в 1 миллион просмотров на YouTube за 4 дня; рубеж в 2 миллиона был преодолён 7 августа. Их официальный канал на YouTube собрал в общей сложности 6 миллионов просмотров за две недели — значительный результат для первой группы начинающего продюсерского агентства. «Move» занял пятое место в мире среди самых популярных корейскоязычных видеоклипов на YouTube в августе, опередив композиции таких известных групп, как Kara, Secret и Sistar. Сингл Move стал доступен на корейских сайтах 4 августа, на этой же неделе он появися в Gaon Social Chart на четвёртой позиции с 41 479 очками.
Концептуальные фото были выпущены после того, как страница группы на Facebook набрала 10 000 лайков а фан-кафе на портале Daum — 1 000 участников. Группа объявила, что для следующего заглавного трека будет выбрана более скромная концепция. Песня «Move» в основном продвигалась на местных и университетских фестивалях, начиная с фестиваля в Чанъсу 29 августа, где, помимо «Move» (с другими костюмами и хореографией), группа также исполнила композицию Ли Мун Сэ «Flaming Sunset»; их единственное появление на ТВ состоялось 14 сентября в популярном шоу Inkigayo канала SBS.
4L стали единственной женской группой, посетившей KNation Music Showcase в Маниле 5 октября 2014 года, где они исполнили пять песен: «Move», «On the Floor» Дженнифер Лопес, «Gangnam Style» и «Gentleman» рэпера Psy, а также «Flaming Sunset».

### 2015: На одну участницу меньше
Летом 2015 года, стало известно, что группу покинула Есыль. Девушка ушла по собственному желанию, сказав, что она не хочет продвигаться с помощью сексуальных концептов. 
Также после этого вышла её песня Yeseul - May be I Love You.
На данный момент о деятельности группы и о деятельности Есыль ничего неизвестно.

## Состав группы
| Полное имя              | Полное имя | Полное имя   | Сценическое имя         | Сценическое имя |
| Официальная романизация | Хангыль    | Кириллизация |                         |                 |
| ----------------------- | ---------- | ------------ | ----------------------- | --------------- |
| Park Chan-hee           | 박찬희     | Пак Чан Хи   | Чани                    |                 |
| Kang Ye-won             | 강예원     | Канъ Е Вон   | Есыль(бывшая участница) |                 |
| Jung Jin-hwa            | 정진화     | Чунъ Чин Хва | Джей-На                 |                 |
| Yoo Ja-young            | 유자영     | Ю Ча Ёнъ     | Чаёнъ                   |                 |

## Дискография

### Синглы
- «Move» (2014)

### Видеоклипы
| Год  | Название | Продолжительность | Видео     |
| ---- | -------- | ----------------- | --------- |
| 2014 | «Move»   | 4:06              | «Move» MV |

## Участие в телепрограммах
| Год  | Название    | Телеканал | Примечания                  |
| ---- | ----------- | --------- | --------------------------- |
| 2014 | Chart Folio | ETN       | Гости; выпуск от 15.08.2014 |

## Награды
| Год  | Церемония       | Категория                   | Получатель | Результат |
| ---- | --------------- | --------------------------- | ---------- | --------- |
| 2014 | So-Loved Awards | Новички (Женский коллектив) | 4L         | Номинация |